# Gente pez
Gente pez es una película dirigida por Jorge Iglesias y escrita por el propio Jorge Iglesias y Mauro Entrialgo, estrenada en 2001. Es una coproducción entre España y Reino Unido, producida por Juan Gordon y Álvaro Longoria de Morena Films.

## Argumento
Los protagonistas comparten piso en la gran ciudad, lejos por primera vez de sus respectivos nidos paternos. Todos suponen ingenuamente que su recién estrenada independencia es el primer paso hacia una más que segura felicidad. No cuentan con que su irrisoria experiencia como seres humanos y su recalcitrante egoísmo les llevarán directamente al más patético y divertido de los fracasos. Es decir, un grupo de chicos se enfrentan como pueden a los problemas de la vida diaria en una casa compartida.
Gente pez se estrenó en el verano de 2001 con unas críticas generalmente negativas.

## Reparto
- Juan Díaz
- David Tenreiro
- Diana Palazón
- Luke Donovan
- Gonzalo De Castro